# Portnancon

Portnancon

Das Souterrain von Portnancon (auch Port na Con, Laid oder An Leabaidh-fholaich' – der versteckte Platz 1874 – oder An Tigh Fo Thalaidh – das Haus unter der Erde 1908 – genannt) liegt abseits der A838 am Loch Eriboll in der Nähe von Durness in der schottischen Council Area Highland. Historisch lag es in der Grafschaft Sutherland. Es ist eines von 40 Souterrains in Sutherland. Bei den Souterrains wird grundsätzlich zwischen „rock-cut“, „earth-cut“, „stone built“ und „mixed“ Souterrains unterschieden.
Die Anlage ist als Scheduled Monument denkmalgeschützt.

## Beschreibung
Der niedrige, 0,8 m breite Eingang des gut erhaltenen Souterrains ist durch zwei Steinhügel auf der Ostseite der Straße gekennzeichnet. Er war durch eine 1,06 m lange und 0,75 m hohe Platte verschlossen, die jetzt daneben liegt. Ein steiler schlüpfriger Zugang aus 12 Stufen führt in einen niedrigen 3,0 m langen Gang, der sich erweiternd nach links biegt, um in einer feuchten Kammer zu enden. Die etwa 8,2 m lange und zwischen 1,3 und 1,65 m hohe Anlage war mit Erde und Steinen verfüllt. Die konvexen Bruchsteinwände waren auf halber Höhe etwa 1,5 m breit. In der Nordostecke der Kammer wurde im Boden eine 60 cm große Vertiefung von 1,2 m Durchmesser gefunden. 
Portnancon wurde Anfang der 1930er Jahre von R. J. Buxton ausgegraben, der dann erfolglos ein Rohr legte, um das Wasser abzuleiten. Bei der Grabung wurden außer Knochenfragmenten, die jedoch zu klein für die Identifizierung waren, nur ein spiralförmiger Fingerring und ein kugelförmiger Bronzegegenstand mit Schlagmarken gefunden. Über dem Souterrain liegt ein kleiner Hügel, der vermutlich die Überreste einer Hütte enthält, die jedoch nicht untersucht wurde.